# Història del basquetbol femení a Catalunya
El basquetbol femení català es remunta a finals dels anys vint, i és un dels esports més populars i practicats.

## Història

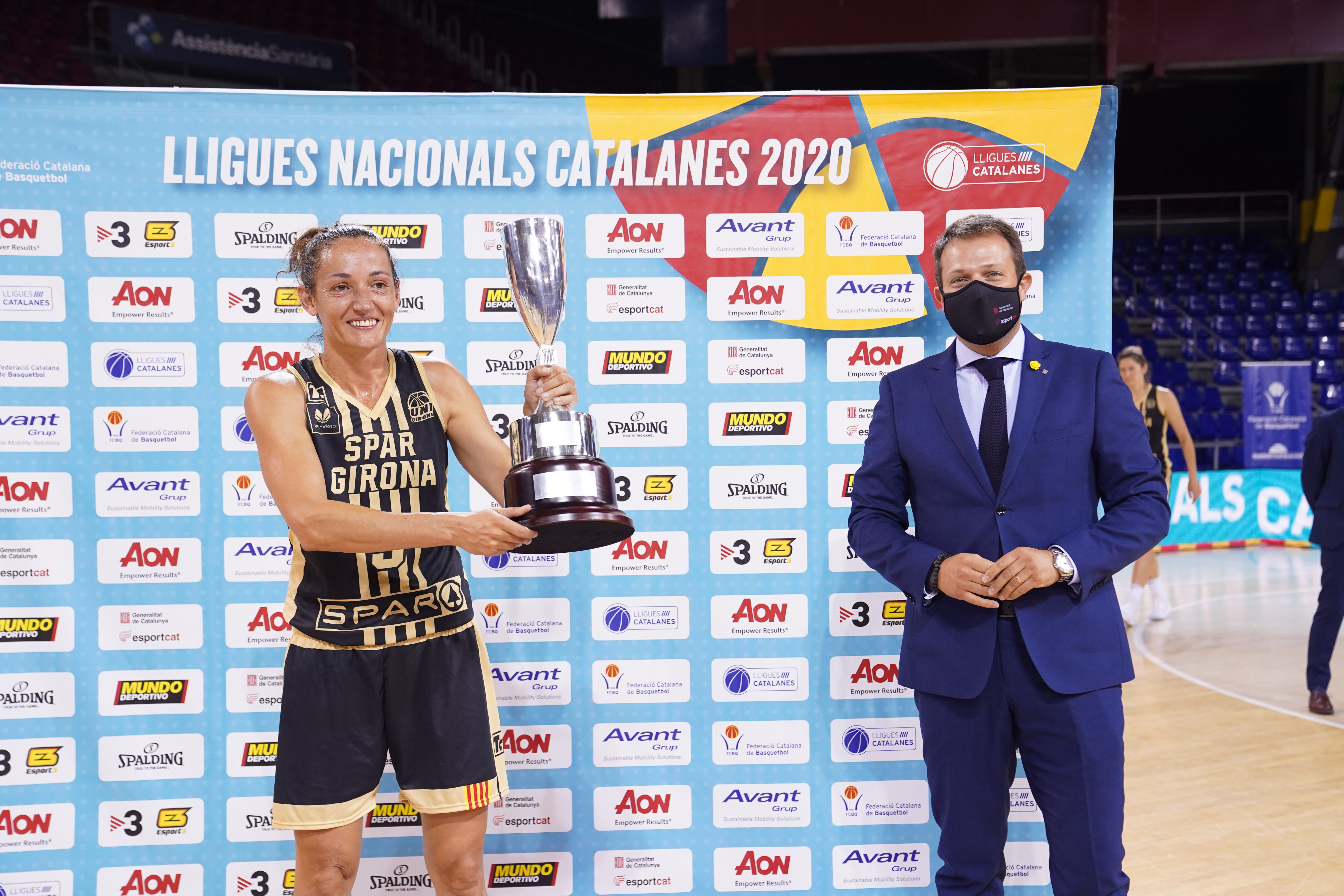
Laia Palau amb la Lliga Catalana de Bàsquet.

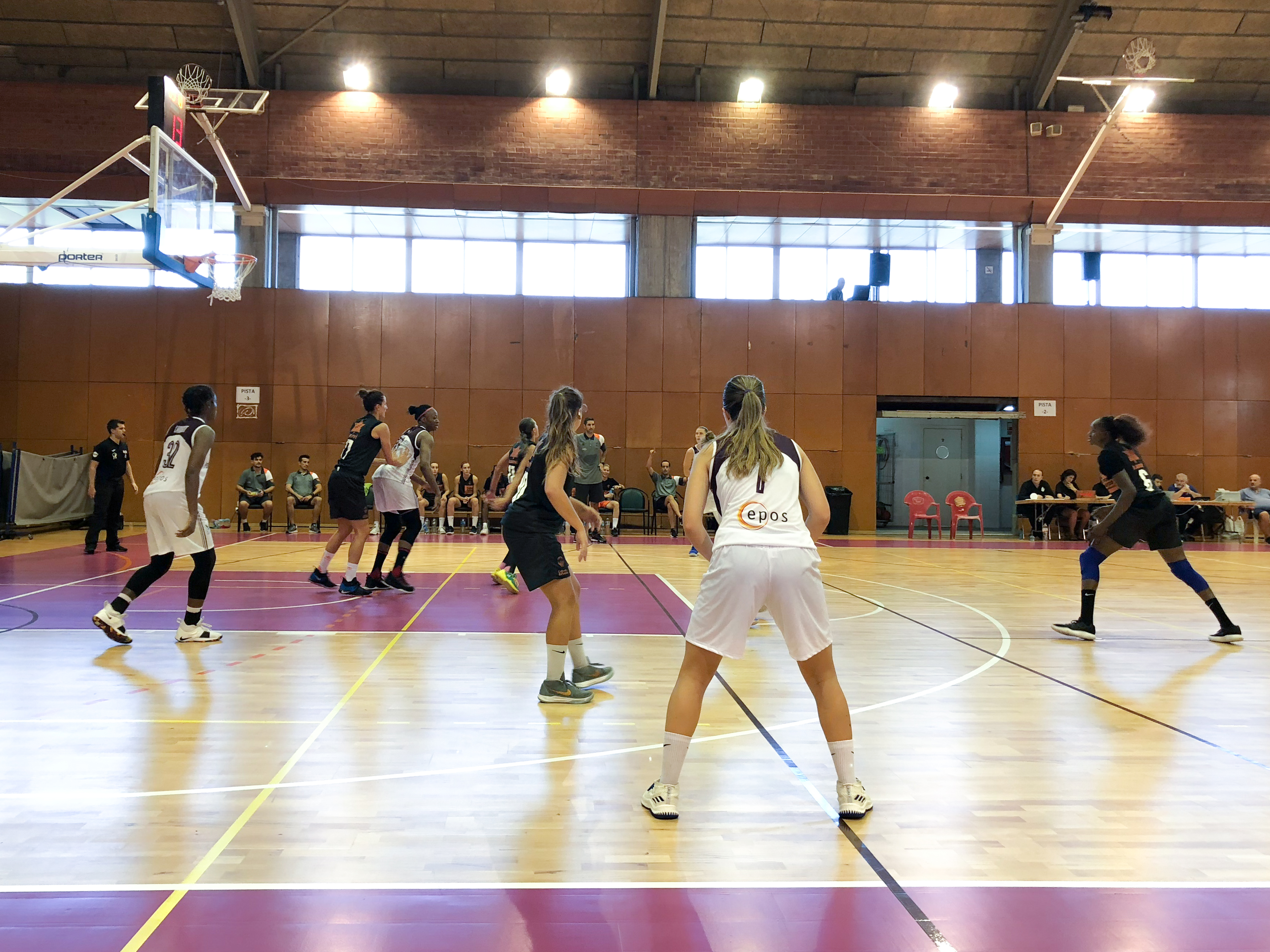
Partit del club Snatt's Sant Adrià.

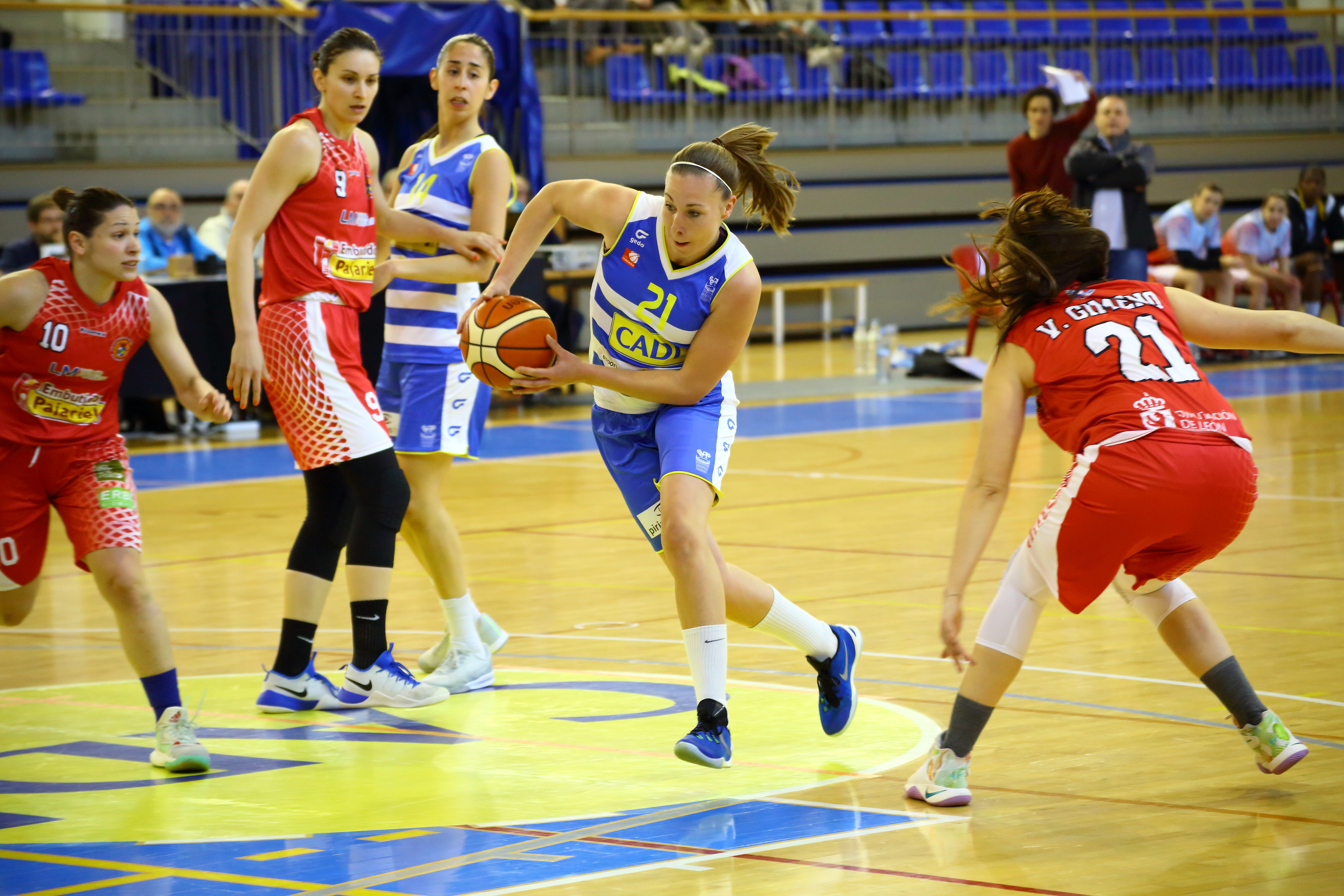
Partit del club Cadi La Seu.

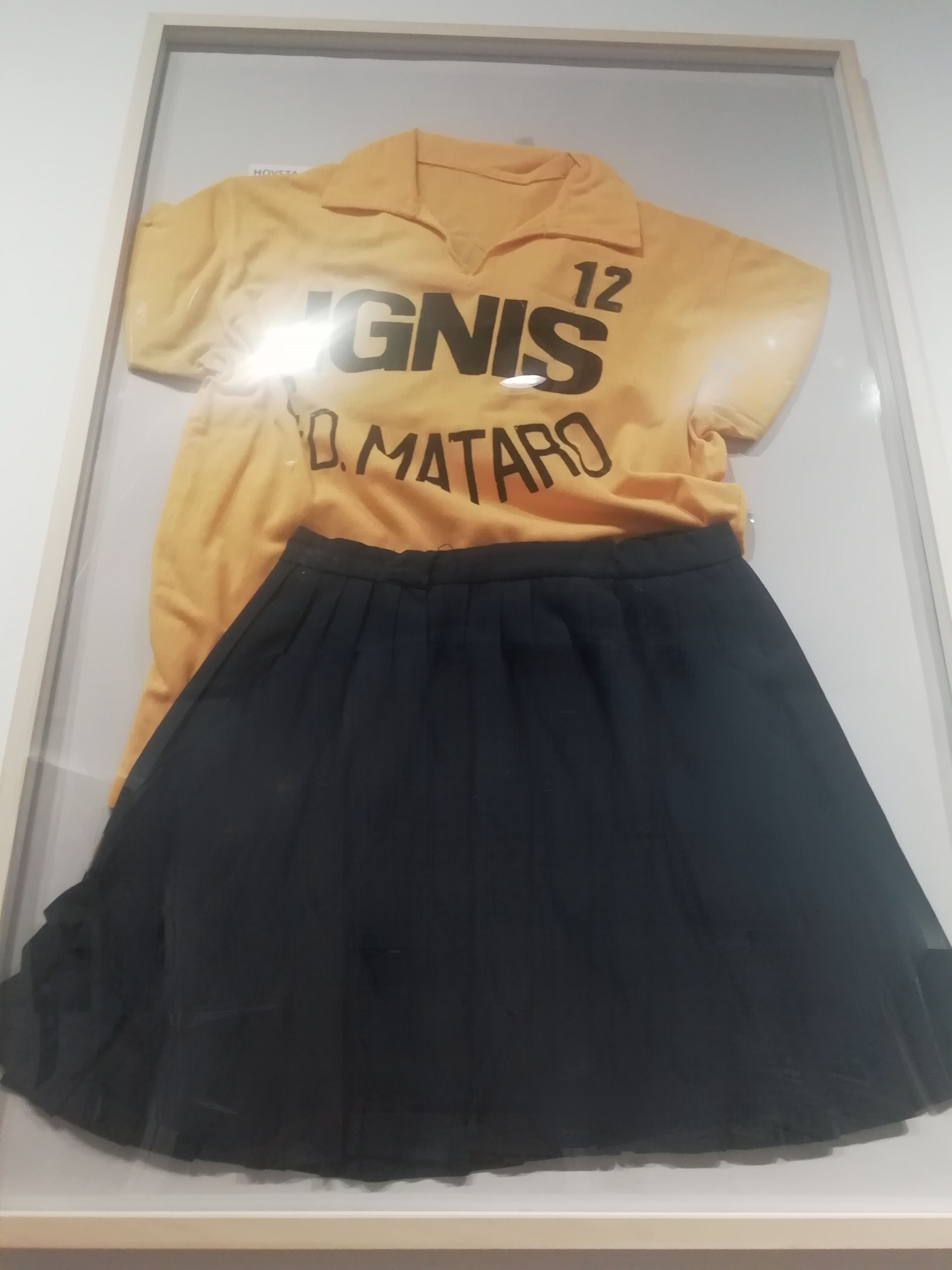
Samarreta de l'equip Ignis Mataró femení.

A la dècada dels anys 20, el basquetbol és el primer gran esport d'equip a Catalunya en el que les noies de l'època hi prenen part activament, malgrat la peculiar mentalitat del moment, que no veia amb bons ulls que les dones practiquessin cap esport.
El 1928 es formà el Club Femení i d'Esports, entitat poliesportiva que fomentà la pràctica de l'esport entre les dones a Catalunya. Practicava la natació, l'atletisme, el tennis, la gimnàstica, l'excursionisme, però l'esport en què més destacà fou el basquetbol. Tenia la seva seu al capdamunt del carrer Balmes, on ara es troba el Tennis Barcino. Després del parèntesi de la Guerra Civil l'equip no reprengué les seves activitats i desaparegué.
El 1929 es creà la secció femenina de la SS Patrie, que ingressà a la Federació Catalana, juntament amb el FC Barcelona (que desaparegué i tingué una breu reviscolança els anys 1942-1945), el Club Femení i d'Esports i el Laietà BC. Altres clubs dels anys 30 van ser: Gimnàs Tiberghien, UE Sants (dissolt el 1964), CE Europa (fundat el 1930), CC Hospitalet, CB Granollers, Penya Avant de Barcelona, CADCI, Unió Gimnàstica i Esportiva de Badalona (1937), BC Claret, Ateneu Montserrat, Escoles Franceses, US Hospitalet (1930), BC Ripollet, AC Mollet i Esbart Magda.
Les primeres competicions basquetbolístiques femenines foren el 1930. Eren torneigs de caràcter amistós. Entre els més destacats podem esmentar la Copa Federació i la Copa Exposició:
La Copa Federació 1930 es disputà en dos grups. Al grup A trobem el Club Femení i d'Esports 'A', CE Laietà, Societè Patrie i UE Sants. Al grup B, CE Europa, BC Claret, Ateneu Montserrat, Club Femení i d'Esports 'B' i Escoles Franceses. A la final el Club Femení i d'Esports 'B' derrota el CE Laietà per 9 a 0.
La Copa Exposició 1930 s'inicià el 19 de juny, i en dos grups trobem el Club Femení i d'Esports 'A', CE Laietà, Societè Patrie i UE Sants en el grup A; CE Europa, Gimnàs Tiberghien, Club Femení i d'Esports 'B' i US Hospitalet en el B. Disputen la final els equips 'A' i 'B' del Club Femeni i d'Esports. En el primer partit empataren a 9. En el segon s'imposà el 'B' per 14 a 10, el 25 de juliol.
La primera edició del Campionat de Catalunya de bàsquet femení oficial fou l'any 1936. Des del 1930, però, ja s'havien disputat diverses edicions no oficials.
Als anys 40 es reinicia amb força l'activitat basquetbolística femenina a Catalunya, amb clubs com el RCD Espanyol (1940-1945), el CD Hispano-Francès (fundat el 1943 per alumnes de l'Institut Francès de Barcelona i continuador del SS Patrie que fou vetat per les autoritats esportives franquistes de l'època), l'Atlas Club al carrer Entença, la Penya Garcia de l'Hospitalet, la Secció Femenina de Barcelona, Grup Cottet de Barcelona, P.E.M., CD Sabadell, CB Equis, UE Poble Sec, CB Cornellà, Club Joventut, CE Natura, CD Filatures, CB Atlètic, ACD Sant Ramon, CE Mediterrani, JACE Calella, Garcia Vives i Instructoras del Frente de Juventudes.
A les terres de Girona el primer partit femení el disputen la temporada 1929-30 el G. Tiberghien i el Patrie. El primer club es fundà el 1940. Des d'aleshores podem trobar el CREFF de Girona, Educación y Descanso, CB Palamós, CB Medina, Club Dominicas de Salt, CB Santpauenc de Sant Pau de Seguries, ADEPAF de Figueres, CP Sant Josep, CN Figueres, CP Domeny, Bàsquet Palamós, Secció Femenina d'Olot, Blaugrana d'Anglès, Santa Coloma de Farnés i GEiEG de Girona.
A Lleida, la primera exhibició basquetbolística femenina tingué lloc el 1931 amb la visita del Club Femení i d'Esports. Durant els anys 40 tingueren força nomenada els equips de la Secció Femenina de Lleida i la Secció Femenina de Tàrrega. Als anys 70 destaca el Club Medina de Lleida (1965), el Cervera i la A.E. Sedis de la Seu d'Urgell, que arriba a la divisió d'honor espanyola sota el patrocini de Cadí-La Seu.
Les dècades dels 50 i 60 no són molt reeixides quant a títols, tot i que sorgeixen gran quantitat d'equips: el 1960 es crea l'equip femení del B.I.M. de Sants, el 1963 neix el Gimnàstic de Tarragona (dissolt el 1967, ressorgí el 1979). També trobem Club Montalegre (que ingressà en el CE Laietà), Pedagogium, Picadero J.C. (que fou el primer club espanyol en participar en una Copa d'Europa el 1960, conegut pels seus patrocinadors Évax i Íntima), CD Mataró (Ignis), Vilassar de Mar, Col·legi Immaculada Concepció Argentona (Molforts), CD Indo de Barcelona i AD La Florida.
El 1974 es funda el Bàsquet Femení Manresa, que es va anomenar successivament B. Manresa Badia-Solé (1983), B. Manresa Sant Francesc (1984), B. Manresa Joviat (1986) i B. Manresa Femení (1990). Equip d'èxit a la màxima divisió femenina als anys 80, la manca de patrocinador (en foren Fontvella i Pryca) va fer que es vengués els seus drets. Altres clubs des dels anys 70 que han destacat són el Club Comansi de Barcelona (ex Picadero), que amb el patrocini de la important empresa de joguines fou diverses vegades campió espanyol, abans de traslladar-se a El Masnou on esdevingué El Masnou Basquetbol (Comansi, Natural Cusí, Microbank). El patrocini d'empreses comercials és, durant aquests anys, un factor determinant per al manteniment dels diferents equips en primer pla del bàsquet estatal. Això fa que diferents equips es mantinguin per breus anys dins l'elit i posteriorment acabin desapareixent per complert del panorama basquetbolístic femení o simplement retornin al basquetbol de formació. Més equips reeixits aquests anys foren, Picef de Barcelona, CB Cibes, Betània Patmos, AECS Hospitalet BF, CB Tortosa (Sabor d'Abans, Raventós Catasús, Caixa Tarragona), CN Reus Ploms (Comarcal), Santa Rosa de Lima-Horta (de Barcelona).
El 28 de desembre de 1984 es funda l'Associació de Clubs Femenins, amb seu a Sant Sebastià, amb els equips d'elit femenins espanyols. Des de la segona meitat dels anys 90, el bàsquet femení català és dominat pel C.E. Universitari de Barcelona. Fundat el 1985; el 1996 es converteix en CB Universitari en unir-s'hi un altre club, el Barcelona BC, i el 2000, patrocinat per la Universitat de Barcelona, esdevé Universitat de Barcelona BF. Un posterior acord amb el FC Barcelona creà l'UB Barça també anomenat UB-FC Barcelona.

## Jugadores destacades
- Ana Belén Álvaro (Hospitalet, Masnou)[11]
- Laura Antoja (La Seu U.-UB-FCB)[12]
- Neus Bartran i Milian (Picadero, Comansi)[13]
- Maria Rosa Castillo (Picadero, Comansi, Tortosa)[14]
- Elisabeth Cebrián[1] (Universitari)
- M. Carme Famadas (Mataró, Vilassar M.)
- Marta Fernàndez (UB-FCB)[15]
- Marina Ferragut[1] (Manresa)
- Silvia Font (entrenadora)
- Sandra Gallego (UB-FCB)
- Encarna Hernández (Atlas, Cottet, FCB)[16]
- Anna Junyer (Comansi, Tortosa, Masnou)
- Roser Llop (Comansi, Tortosa, Masnou)
- Carme Lluveras Puig (entrenadora)[17]
- M. Assumpta Milian (Sants, Laietà, Cottet)
- Laia Palau[1] (UB-FCB)
- Maria Planas (PEM i entrenadora)
- Íngrid Pons (UB-FCB)
- Mercè Saltó (Laietà, Cottet)
- Carme Vilagran (CREFF)
- Anna Caula (entrenadora- Uni Girona)

## Dirigents i promotors
- Aminda Valls (C. Femení)
- Nuri Argüelles i Garrigó (Laietà, Picadero)